# Pseudanthias huchtii
Pseudanthias huchtii är en fiskart som först beskrevs av Bleeker, 1857.  Pseudanthias huchtii ingår i släktet Pseudanthias och familjen havsabborrfiskar. Inga underarter finns listade i Catalogue of Life.